# مون جی هو
مون جی هو (کره‌ای: 문지후؛ زادهٔ ۲۹ آوریل ۱۹۹۱) بازیگر، خواننده و مدل اهل کره جنوبی است. او به خاطر ایفای نقش در مجموعه تلویزیونی من سه دوست‌پسر دارم شناخته می‌شود.

## فیلم‌شناسی

### مجموعه تلویزیونی
| سال       | عنوان                    | نقش         | منابع  |
| --------- | ------------------------ | ----------- | ------ |
| ۲۰۱۴      | گل خون‌آشام               | آکان        | [ ۲ ]  |
| ۲۰۱۷      | ازدواج بدون قرار         | شین وو      | [ ۳ ]  |
| ۲۰۱۷      | شعبده بازان              | مین دول ره  | [ ۴ ]  |
| ۲۰۱۸      | آیا عشق زنده می‌شود؟      | چی یول      | [ ۵ ]  |
| ۲۰۱۹      | نوازش قلبت               | جونگ دو     | [ ۶ ]  |
| ۲۰۱۹      | من سه دوست‌پسر دارم       | جی هو       | [ ۷ ]  |
| ۲۰۲۰      | سلام دراکولا             | چوی سون سنگ | [ ۸ ]  |
| ۲۰۲۰      | مجرد و آماده مزدوج شدن   | ما هو یونگ  | [ ۹ ]  |
| ۲۰۲۰      | لولولالا پان شاپ         | مین هو      | [ ۱۰ ] |
| ۲۰۲۰      | جاسوس‌هایی که عاشقم بودند | دو بونگ     | [ ۱۱ ] |
| ۲۰۲۰      | داستان عشق خانگی         | لی جونگ وو  | [ ۱۲ ] |
| ۲۰۲۱      | پارت تایم ملو            | ما هون      | [ ۱۳ ] |
| ۲۰۲۲      | لب‌های بوسیدنی            | کواه هه سو  | [ ۱۴ ] |
| ۲۰۲۳–۲۰۲۴ | ازدواج سوم               | بک سانگ چول | [ ۱۵ ] |

### مجموعه اینترنتی
| سال  | عنوان    | نقش      | منابع  |
| ---- | -------- | -------- | ------ |
| ۲۰۲۲ | آیدل شور | اون هیون | [ ۱۶ ] |